# Henri Nomy
Henri Nomy (* 4. Juni 1899 in Saint-Brieuc; † 2. August 1971 in Toulon) war ein französischer Admiral und Pionier der Marineflieger.

## Erster Weltkrieg und Zwischenkriegsjahre
Nomy trat im Juni 1917 in die École Navale, die Marineoffiziersschule in Brest, ein und verließ sie im März 1918 als Leutnant zur See (Enseigne de vaisseau 2e classe).  Gleichzeitig wurde er auf den Aviso Regulus kommandiert, der vor der bretonischen Küste patrouillierte.
Nach Kriegsende wechselte er zu den Marinefliegern, erwarb 1924 das Pilotenpatent und wurde im April 1927 Jagdflieger. Als Kapitänleutnant (Lieutenant de Vaisseau) war er vom Januar 1927 bis Januar 1930 Staffelchef bei der „Commission d'Etudes Pratiques d'Aviation“ auf der Fliegerbasis Saint-Raphaël bei Fréjus. Er bewährte sich in dieser Funktion, dann als Kommandant des Flugboot-Prototypen Short S.8 „Calcutta“ und schließlich als Chef der Aufklärungsstaffel 3.E.1. Im Jahre 1934 war er als Flugingenieur Mitglied der Crew, die am 25. November mit dem Piloten Lucien Bossoutrot auf dem Flugboot Blériot 5190, der „Santos-Dumont“, im Auftrag der Regierung als erste Franzosen den Südatlantik von Dakar nach Natal überquerte und damit die Einrichtung eines Luftpostdienstes der Air France ermöglichte.
Mit seiner Beförderung zum Korvettenkapitän (Capitaine de Corvette) kam sein Wechsel in den Admiralstab und in das Militärkabinett des Marineministers.  Von 1936 bis 1938 war er Kommandeur der Marineflieger auf dem Flugzeugmutterschiff Commandant Teste.  Darauf folgte ein Lehrgang am „Centre des Hautes Etudes Navales“, und am 5. Mai 1939 erhielt er, inzwischen zum Fregattenkapitän (Capitaine de Frégate) befördert, den Befehl über das Torpedoboot Branlebas.

## Zweiter Weltkrieg
Fünf Monate nach Beginn des Zweiten Weltkriegs, am 1. Februar 1940, wurde Nomy Kommandeur der Marinefliegerbasis in Berck-sur-Mer an der Kanalküste, die er im Mai 1940 erbittert verteidigte und von der aus die Flugzeuge seiner beiden Staffeln AB2 und AB4 den deutschen Invasoren am 19. und 20. Mai erhebliche Verluste zufügten, dabei aber auch selbst einen hohen Blutzoll entrichteten.  Kurz vor der Schlacht von Dünkirchen wurden die schwer dezimierten Staffeln von Berck nach Boulogne verlegt. Nomy selbst kam bis zum Juni 1941 in deutsche Kriegsgefangenschaft.
Nach seiner Freilassung engagierte er sich zunächst in der französischen Résistance, musste dann aber fliehen, nachdem die Besatzungsmacht von seiner Tätigkeit Kenntnis erhalten hatte. Er ging über England nach Nordafrika, wo er vom 30. September 1941 bis Juni 1942 Kommandeur der Marinefliegerbasis Port-Lyautey in Marokko war. Nach der alliierten Landung in Marokko im November 1942 war er einer der Organisatoren eines Spionage- und Informationsnetzes der Résistance im besetzten Frankreich, bis er dann ab August 1943, inzwischen als Kapitän zur See (Capitaine de vaisseau) mit der Neuorganisation der französischen Marineflieger befasst wurde. Von den verbündeten Amerikanern erhielt er im März 1944 eine Anzahl Catalina Flugboote, mit denen er das Aufklärungsgeschwader 8FE ausrüstete, und 40 Dauntless Sturzkampfflugzeuge für die Bombergeschwader 3FB und 4FB, die dann bei der Beseitigung der verbliebenen deutschen Brückenköpfe am Atlantik eingesetzt wurden.  Als Chef des „Service central aéronautique“ war er im August 1944 an der Landung der Alliierten in der Provence beteiligt, wo er sich vehement gegen den amerikanischen Vorschlag der vollständigen Bombardierung von Saint-Raphaël stemmte. Noch während des Krieges wurde Nomy im Februar 1945 zum Contre-Amiral (Konteradmiral) befördert.

## Nachkriegsjahre
Im Juli 1947 wurde Nomy Stellvertretender Chef des Admiralstabs („Sous-chef d'Etat-major général“) der französischen Marine, im September 1949 Inspekteur der Marineflieger („Inspecteur général de l'aéronautique navale“), und im Januar 1950 erfolgte seine Beförderung zum Vice-Amiral (Vize-Admiral). Im Oktober 1950 wurde er Inspekteur der See- und Marinefliegerstreitkräfte ('Inspecteur des Forces maritimes et aéronavales'), und am 26. Oktober 1951 wurde er zum Chef des Admiralstabs („Chef d'Etat-Major Général de la Marine“ [CEMM]) ernannt.  Damit wurde er der bis heute letzte Admiralstabschef, der nicht den Rang eines Vier-Sterne-Admirals hatte. Er wurde erst im Dezember 1951 zum Vice-Amiral d'Escadre („Drei-Sterne-Admiral“) und am 1. September 1953 zum Amiral (Admiral) befördert. Nomy blieb neun Jahre lang Admiralstabschef, bis zu seinem Ausscheiden aus dem aktiven Dienst im Juli 1960. In dieser Zeit setzte er sich energisch für die Erneuerung der im Krieg schwer mitgenommenen Marine und insbesondere für den Ausbau der Marinefliegerei ein. Seiner Initiative ist der Bau der beiden Flugzeugträger Clemenceau und Foch und des Hubschrauberträgers Jeanne d'Arc zu verdanken.
Nomy war sich darüber im Klaren, dass das Zeitalter der Schlachtschiffe zu Ende gegangen war. Die französische Marine besaß jedoch bei Kriegsende lediglich die in den 1920er Jahren zum Flugzeugträger umgebaute Béarn, die seit ihrer Modernisation 1943/44 nur noch ein Flugzeugtransportschiff war. Das Flugzeugmutterschiff Commandant Teste lag noch in Toulon auf Grund und war noch nicht wieder gehoben worden. Nach mehreren erfolglosen Vorstößen bei den Amerikanern war Großbritannien schließlich bereit, zwei Träger an Frankreich abzugeben, im April 1946 den Geleitträger Dixmude (A609) (ex Biter, ein 1941 umgebauter und 1942 an Großbritannien abgetretener amerikanischer Frachter) und im August 1946 den Leichten Träger Arromanches (R95) (ex Colossus, 1944 in Dienst gestellt). In der Folge gelang es Konteradmiral Nomy auch, die Briten dazu zu bewegen, dass sie französische Piloten und Landeoffiziere auf Basen der Royal Air Force ausbildeten. Im Verbund der NATO übergab die US Navy schließlich zwei 1943 gebaute Träger, zunächst im Juni 1951 die La Fayette (ex Langley), dann im September 1953 die Bois Belleau (ex Belleau Wood). Die USA überließen den französischen Marinefliegern auch Jagdflugzeuge (Corsair und Hellcat), Sturzkampfflugzeuge (Helldiver) und U-Boot-Jagdflugzeuge (TBM Avenger), insgesamt etwa 100 jedes dieser drei Typen, und von April 1950 bis September 1957 wurden 630 Piloten in den USA ausgebildet.
Als das Parlament im Jahr 1954 den Neubau des ersten und im folgenden Jahr den eines zweiten Flugzeugträgers bewilligte, hatte Nomy sein Ziel erreicht. Zum Zeitpunkt seiner Verabschiedung waren die beiden Träger vom Stapel gelaufen – die Clemenceau am 21. Dezember 1957, die Foch am 23. Juli 1960 – und der Hubschrauberträger Jeanne d'Arc war seit 1959 im Bau.
Staatspräsident Charles de Gaulle verlieh Henri Nomy die Médaille militaire, die höchste und seltenste Auszeichnung, die einem General oder Admiral gegeben werden kann.